# Dragan Jerković
Dragan Jerković (Metković, 8. prosinca 1975.) hrvatski je rukometni vratar, koji trenutno igra za francuski US Creteil Pariz.
Do sada je 55 puta nastupa za hrvatsku rukometnu reprezentaciju, s kojom ima srebro s EURA u Norveškoj 2008.

## Životopis
Počeo je u rodnom Metkoviću, potom je igrao u splitskom Brodomerkuru s kojim dolazi do polufinala Kupa EHF-a, a povratkom u RK Metković Jambo osvaja 2001. Kup EHF-a, godinu dana poslije došao do finala istog natjecanja. Nakon toga odlazi na 4 sezone u njemački ThSV Eisenach, te kratko i u SV Post Schwerin. Na jednu sezonu se vraća u Hrvatsku i brani za RK Agram Medveščak Zagreb. 2006. odlazi u švicarski Kadetten Schaffhausen s kojim osvaja švicarsko prvanstvo i kup. Već kao prekaljeni vratar dolazi iz Kadetten Schaffhausena u R.K. Croatia Osiguranje Zagreb. Sezonu potom, nakon odbijanja posudbe u matični RK Metković, suspendiran je i prebačen u drugu momčad. Početak 2009. dočekao je na novoj destinaciji, u portugalskom Portu. gdje igra jednu sezonu iza koje u lipnju 2010. potpisuje trogodišnji ugovor s francuskim US Creteil Pariz
2001. godine proglašen je najboljim vratarem u Hrvatskoj, a 2007. osvaja istu titulu u Švicarskoj.